# Anthostomella poecila
Anthostomella poecila är en svampart som beskrevs av Kohlm., Volkm.-Kohlm. & O.E. Erikss. 1995. Anthostomella poecila ingår i släktet Anthostomella och familjen kolkärnsvampar.   Inga underarter finns listade i Catalogue of Life.